# Shubénacadie
Shubenacadie est une communauté Micmac située dans le Comté de Hants, en Nouvelle-Écosse, au Canada. Sa population, en 2006, est de 2 074 habitants. 

## Étymologie
Dans la langue Micmac, Shubénacadie (ou Sipekne'katik) veut dire « région abondante en noisette » ou « région de la patate rouge ».Dans le dialecte Micmac, ākăde veut dire une place […].  Shubénacadie est appelée par les locaux Saagaabenācăde, un endroit où leur racine favorite, le Sagaaban, pousse. Le mot s'applique aussi pour la rivière, où les racines sont abondantes. 

## Historique
En 1699, le père Louis-Pierre Thury installe une mission le long de la rivière Shunénacadie sur le territoire des Micmacs. La mission dénommée Saint-Anne, adapte pour les autochtones une vision chrétienne de Sainte-Anne et de Marie avec la vision du monde vue par les micmacs.
En 1738, le Père Jean-Louis Le Loutre arrive en octobre de cette année à la mission Sainte-Anne, après avoir passé l'hiver précédent au Cap-Breton ou il apprit la langue des Micmacs avec l'abbé Pierre Maillard. 
En octobre 1755, la Déportation des Acadiens commence. La mission Sainte-Anne est détruite par les Anglais.
Shubénacadie fut l'unique site au Canada Atlantique d'une école du système de pensionnats autochtones de 1922 à 1968. Elle était opérée par deux ordres religieux : les Sœurs de la Charité de Saint-Vincent-de-Paul et les Oblats de Marie-Immaculée. Le bâtiment fut détruit par un incendie en 1986 et il est aujourd'hui le site de l'usine Scotia Plastics. Nora Bernard, une militante micmaque, a fréquenté l'école pendant cinq ans et fut à l'origine du plus grand recours collectif de l'histoire du Canada pour les sévices encourus par les 79 000 anciens élèves du système de pensionnats autochtones au Canada,.
Aujourd'hui, Shubénacadie est un centre de service avec plusieurs boutiques et un musée.

## Géographie
La communauté autochtone de Shubénacadie est située sur la rivière Shubénacadie, qui est un émissaire du Grand lac Shubénacadie. La rivière Shubénacadie se jette dans le bassin des Mines au fond de la baie de Fundy.

## Résidents célèbres
- Anna Mae Aquash, activiste autochtone, est née pas loin d'Indian Brook ;
- Sam de Shubenacadie, une marmotte utilisée pour la prédiction de la venue du printemps le Jour de la marmotte.

## Attractions touristiques
Shubénacadie est reconnue pour les plus hautes marées au monde. On peut faire du rafting sur ses différents cours d'eau et surtout sur les vagues de la rivière Shubénacadie. 
Shubénacadie est aussi l'endroit où se trouve le parc de la faune de Shubénacadie. Ce parc animalier est un endroit protégé pour les canards Ducks Unlimited et un centre d'information toute l'année. Le parc abrite des animaux indigènes à l'Amérique du Nord tels que l'ours noir, chevreuil, cerf, couguar, orignal, loups, et les poney de l'Île au Sable. Des programmes scolaires sont offerts toute l'année, ainsi que des programmes d'information durant les mois d'été. 
Shubénacadie a un petit musée appelé le Tin Smith Shop. Ce musée date des années 1890 et le bâtiment servait à la fabrication de lait, ensuite une quincaillerie jusqu'en 2000, lorsque la bâtisse fut laissée à la communauté par son propriétaire, M. Harry Smith. Il fut ouvert comme musée par la suite. 
- Une quincaillerie - avec des outils de 1920.
- Ferblanterie - avec des équipements d'origine, intacts depuis les années 1890.
- Boutique d'artisanat et boutique de cadeaux, personnel permanent et approvionnés par des artistes locaux de Nouvelle-Écosse.
- Expositions supplémentaires - en mémoire des vétérans de guerre, linges, ustensiles ménagers, et outils agricoles.

Le centre de course Atlantic Motorsport Park est situé à une courte distance de Shubénacadie (11 kilomètres). C'est une des seules pistes de course en Amérique avec des pistes de courses à temps plein, et exploité entièrement par des bénévoles.